# Ecotò

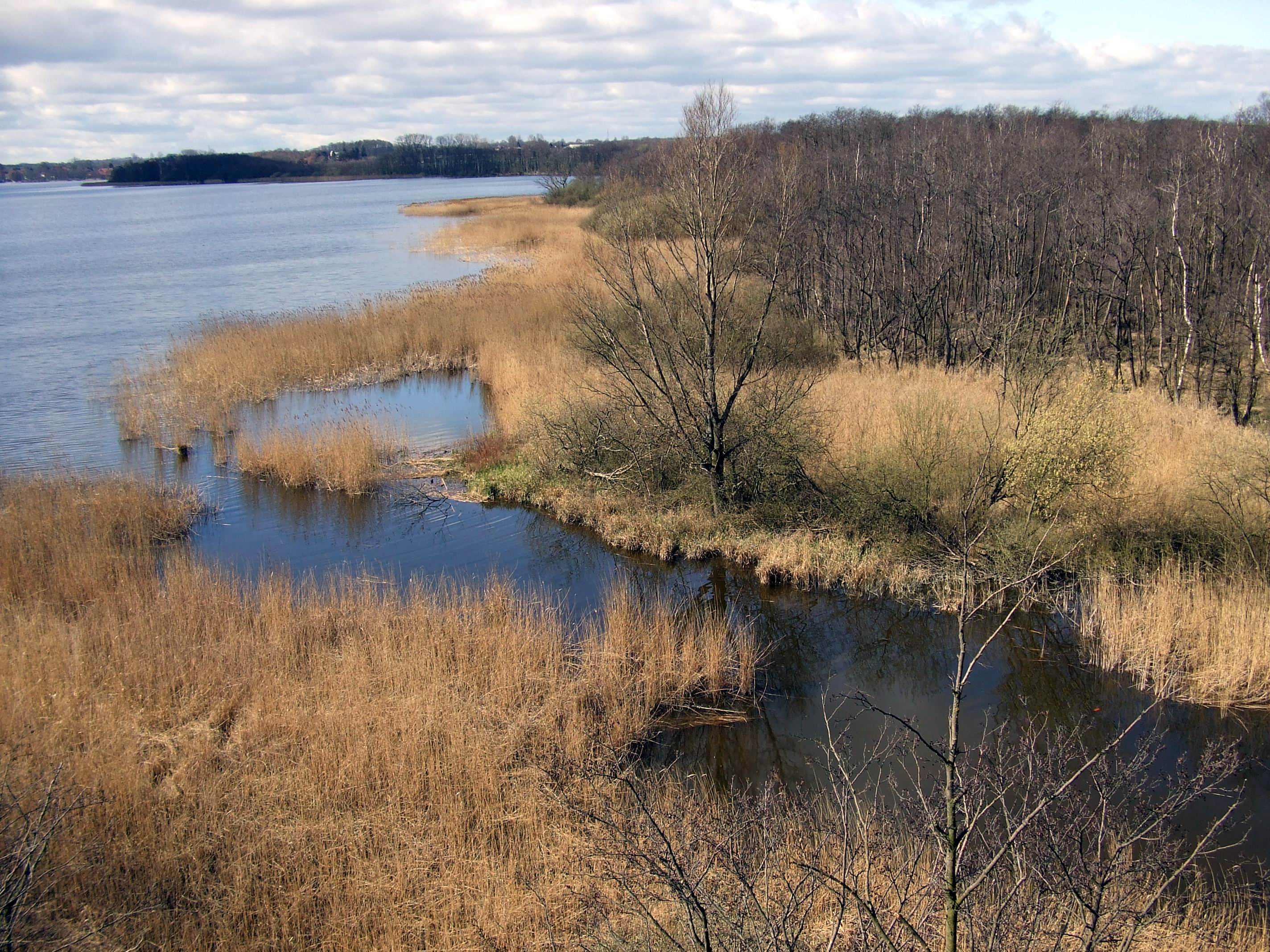
Els canyissars són un tipus prou comú d'ecotò en entorns riparis. El canyís és procliu a l'hora d'acumular matèria orgànica que després, un cop consolidada a la ribera del riu, és poc a poc colonitzada per nous arbres. Les arrels d'aquests arbres, alhora, forcen el canyís a créixer més a prop del llac.

Un ecotò és el límit natural entre dos ecosistemes diferents. Generalment, en cada ecotò viuen especies pròpies d'ambdós ecosistemes i solen ser zones de major riquesa i interès biològic. En l'ecotò, interaccionen —compartint un mateix espai— organismes diversos, provinents de zones de vida diferents. Amb freqüència, la diversitat i la densitat de les espècies presents a l'ecotò és major que en les comunitats que l'envolten. Des del punt de vista sistèmic, és en l'ecotò on es produeix el major intercanvi d'energia. Així, l'ecotò representa la zona de màxima interacció entre ecosistemes limítrofs.